# Amoria canaliculata
Amoria canaliculata is een slakkensoort uit de familie van de Volutidae. De wetenschappelijke naam van de soort is voor het eerst geldig gepubliceerd in 1869 door McCoy.